# Mao (Tsjaad)
Mao (Arabisch: مؤ) is een stad in Tsjaad met een bevolking van ongeveer 50.000 en de hoofdstad van de provincie Kanem.
Gelegen aan de rand van de Sahara op 225 km ten noordoosten van N'Djamena, wordt de omgeving gekenmerkt door zandduinen en schaarse vegetatie. Een groot deel van de inwoners is moslim. In Mao staan echter ook een katholieke en een protestantse kerk.
Zoals in andere regio's wordt Mao bestuurd door zowel een traditionele sultan als door bestuurders van de centrale overheid. De Sultan van Kanem, die in Mao zetelt, is vanouds het hoofd van het Kanembu-volk. Veranderingen naar decentralisatie worden gesmoord in de complexe en soms gespannen relatie tussen traditionele heersers en de nationale autoriteiten.

## Geschiedenis
Mao werd in 1898 gesticht door Sultan Ali. Sinds 1900 is Mao effectief het administratief centrum van het noorden.
Op 18 juli 2010 overleed de Sultan van Kanem, Alifa Ali Zezerti, in een ziekenhuis in N'Djamena op de leeftijd van 83 jaar aan complicaties na een hartaanval. Hij was de 39e heerser van de Kanem dynasty. De sultan had sinds 1947, dus 63 jaar, geregeerd. Hij werd begraven in Mao. Opvolger werd zijn zoon Mouta Ali Zezerti.
In oktober 2013 braken onlusten uit op de centrale marktplaats tegen de regering van Idriss Déby, na het doodschieten van een burger door een officier uit de kring rond Déby.
Op 30 september 2015 brak om 8 uur in de avond brand uit op de centrale markt van Mao. De oorzaak bleef onduidelijk, er vielen geen slachtoffers.
Op 12 mei 2016 brak om 5 uur in de ochtend opnieuw brand uit op de markt. Het vuur begon in een brandstofdepot. Er waren geen slachtoffers.

## Transport
De stad ligt geïsoleerd en vervoer over land is moeilijk. Het gebied heeft alleen zandwegen door de steppe en woestijn, waarbij voor vervoer een  terreinwagen met vierwielaandrijving of kamelen nodig zijn. Er is een klein vliegveld met een verharde baan.

## Economie
Op woensdagen is het "grote marktdag". Verse producten als uien, knoflook, dadels, wortels, tomaten, komkommers en augurken worden verhandeld en soms aubergines, die in 2009 door de VN Food and Agriculture Organization werden geïntroduceerd. Het aangeboden fruit bestaat uit bananen, mango's,  papayas en guave's. Gierst is eveneens een belangrijk basisproduct.
Als exportproduct van de regio kan vee worden genoemd, dat lopend naar Nigeria of Libië wordt gebracht. Veel producten worden via N'Djamena of het Tsjaadmeer aangevoerd en afgevoerd. Dit geldt onder andere voor de aanvoer van gierst en maïs.

## Demografie
| jaar | aantal inwoners |
| ---- | --------------- |
| 1993 | 13.277          |
| 2009 | 35.468          |
| 2019 | 50.000          |

Het was 2009 de 14e stad van Tsjaad.